# 聖馬蒂亞斯 (拉利伯塔德省)
聖馬蒂亞斯（西班牙語：San Matías），是薩爾瓦多的城鎮，位於該國中西部，由拉利伯塔德省負責管轄，面積139.23平方公里，海拔高度500米，2007年人口7,314，人口密度每平方公里52.53人。
13°53′N 89°19′W / 13.883°N 89.317°W